# Sohu

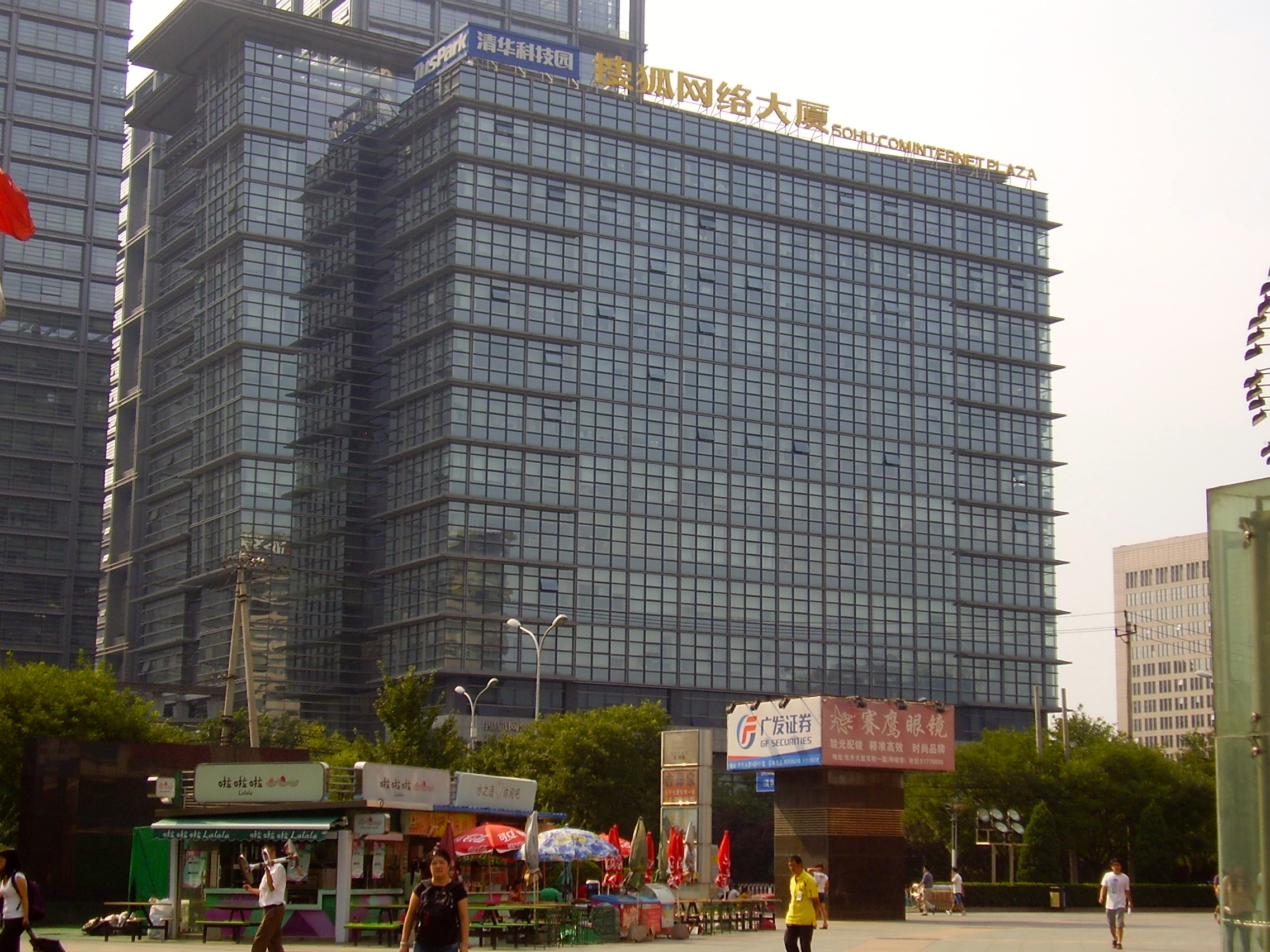
Trung tâm Internet Sohu.com

Sohu, Inc. (tiếng Trung: 搜狐; bính âm: Sōuhú, Hán-Việt: Sưu Hồ; dịch "Cáo Tìm kiếm") là một công ty truyền thông Internet của Trung Quốc thành lập vào năm 1996, có trụ sở tại Sohu Internet Plaza ở quận Hải Điến, thủ đô Bắc Kinh. Sohu và các công ty con của nó cung cấp dịch vụ quảng cáo, công cụ tìm kiếm và chơi game. Công ty được xếp hạng là công ty phát triển nhanh thứ ba và thứ mười hai trên thế giới bởi Fortune trong năm 2009 và 2010.
Vào ngày 3 tháng 8 năm 2017, danh sách "100 doanh nghiệp Internet hàng đầu Trung Quốc" năm 2017 đã được công bố, và Sohu đứng ở vị trí thú 7.

## Lịch sử
Sohu được thành lập với tên gọi Internet Technologies China (ITC) vào năm 1995 bởi người sáng lập Trương Triều Dương .Năm sau, Trương Triều Dương đổi tên thành Sohu để phân biệt nó với công ty Mỹ.Sohu đã được niêm yết bởi NASDAQ từ năm 2000 thông qua một tổ chức variable interest entity (VIE),có trụ sở tại Delaware.
Công cụ tìm kiếm Sogou.com ra đời vào tháng 2 năm 1998, sau đó được bán lại cho Qihoo vào tháng 7 năm 2013 với giá khoảng 1,4 tỷ USD. Vào ngày 17 tháng 9 năm 2013, Tencent đã đầu tư 450 triệu đô cho công cụ tìm kiếm này.
Sohu lần lượt được xếp hạng là công ty phát triển nhanh thứ 12 trên thế giới bởi Fortune vào năm 2009 và 2010.

## Cáo buộc chống lại Google
Vào ngày 6 tháng 4 năm 2007, Sohu đã yêu cầu Google ngừng cung cấp phần mềm Thâu nhập pháp phanh âm Google

## Trang web của Thế vận hội Olympic 2008
Vào tháng 11 năm 2005, Sohu được chọn là nhà tài trợ dịch vụ Internet chính thức của Thế vận hội Olympic Bắc Kinh năm 2008. Sohu được quyền xây dựng, vận hành và lưu trữ trang web chính thức của Thế vận hội Bắc Kinh.

## Dữ liệu báo cáo tài chính
Vào ngày 18 tháng 5 năm 2020, Sohu đã công bố báo cáo tài chính trong năm 2020. Doanh thu là 436 triệu đô la Mỹ, tăng 6% so với năm trước.
Đánh giá báo cáo tài chính đã công bố, Sohu trong quý 2 dự kiến sẽ đạt được từ 2 đến10 triệu đô la và tổng doanh thu của Tập đoàn Sohu là từ 410 đến 445 triệu đô la.Doanh thu của Sohu trong quý 2 phục hồi nhanh hơn đáng kể và dự kiến sẽ tăng 25% đến 45%
Vào ngày 2 tháng 3 năm 2020, doanh thu quý 4 của Sohu (SOHU.US) có thể là 465 triệu đô la Mỹ, hoặc lỗ 0,4 đô la Mỹ trên mỗi cổ phiếu.
Vào tháng 11 năm 2021, Sohu sẽ công bố báo cáo tài chính của mình. Theo báo cáo tài chính, tổng doanh thu của Sohu trong quý 3 năm 2021 là 216 triệu đô la Mỹ, tăng 37% so với cùng kỳ năm trước; lợi nhuận ròng là 17 triệu đô la Mỹ

## Các sự kiện

### Năm 2011
- Vào ngày 14 tháng 2 năm 2011, Sohu Video đã ra mắt bộ phim "Qian Duoduo's Marriage".[22]
- Vào ngày 25 tháng 2 năm 2011, Sogou Maps ra mắt bản đồ thành phố ba chiều gồm 73 thành phố.[23]
- Vào ngày 14 tháng 12 năm 2011, Sohu Weibo thông báo rằng họ sẽ quyên góp 2 triệu NDT để chung tay với Giáo sư Yu Jianrong từ Viện Phát triển Nông thôn thuộc Học viện Khoa học Xã hội Trung Quốc thành lập dự án "Quỹ phúc lợi công cộng Sohu Suisui" nhằm thúc đẩy sự phát triển nhanh chóng của phúc lợi công cộng phi chính phủ.[24]

### Năm 2012
- Vào ngày 22 tháng 11 năm 2012, Sohu Promotions đóng cửa do vi phạm hợp đồng.[25]

### Năm 2014
- Vào ngày 7 tháng 8 năm 2014, Sohu trở thành cổ đông lớn thứ hai của KeyEast.[26]
- Vào ngày 18 tháng 9 năm 2014,Bộ gõ tiếng Trung Sogou chính thức có trên App Store . [27][28][29]

### Năm 2020
- Vào ngày 18 tháng 4 năm 2020, Sohu thông báo rằng họ đã hoàn tất việc mua lại toàn bộ số cổ phiếu đang lưu hành của Changyou.
- Sau khi Sohu mua lại Changyou thì Changyou đã trở thành một công ty tư nhân do Sohu sở hữu [30]